# Галешоаја (Горж)
Галешоаја (рум. Găleșoaia) насеље је у Румунији у округу Горж у општини Калник. Oпштина се налази на надморској висини од 154 m.

## Становништво
Према подацима из 2002. године у насељу је живело 104 становника, од којих су сви румунске националности.